# Бекин, Николай Геннадьевич
Николай Геннадьевич Бекин (1922—1989) — советский учёный-химик, доктор технических наук, профессор.
Автор более 250 научных работ (включая монографии и учебники) по вопросам переработки полимеров и создания новой техники для резиновой промышленности, а также ряда изобретений и патентов. Им была создана научная школа в области теории работы процессов переработки полимеров и создания образцов новой техники для резиновой промышленности.

## Биография
Родился 2 декабря 1922 года в городе Рыбинске Ярославской области.
После окончания школы работал слесарем-браковщиком на Ярославском шинном заводе. В марте 1942 года был призван в Красную армию, стал участником Великой Отечественной войны. Окончив полковую школу, был направлен на фронт, командовал отделением артиллерии на Центральном и 1-м Белорусском фронтах, в конце войны был заместителем командира взвода 217-го стрелкового полка.
Демобилизовавшись из армии в 1946 году, вернулся в Ярославль и поступил в Ярославский технологический институт (ныне Ярославский государственный технический университет). По окончании вуза работал в Ярославском филиале института «Резинпроект» (ныне Ярославский проектный институт «Резиноасбопроект») и в Омском НИКТИ шинной промышленности. В 1954 году Николай Бекин был зачислен в аспирантуру Московского института тонкой химической технологии. В 1957 году защитил кандидатскую диссертацию на тему «Исследование некоторых технологических параметров процесса изготовления протеиторных смесей в резиносмесителе РС-2». С 1959 года Н. Г. Бекин преподавал в Ярославском технологическом институте. В 1963 году был избран заведующим кафедрой полимерного машиностроения, которой руководил более двадцати лет. Одновременно с 1963 по 1965 год был деканом механического факультета. Докторскую диссертацию на тему «Исследование процесса листования резиновых смесей на валковых машинах» защитил в 1971 году.
Умер 7 июля 1989 года в Ярославле. Был похоронен на Западном кладбище города.
Был награждён орденами Трудового Красного Знамени и Отечественной войны II степени, а также медалями, в числе которых «За отвагу» и «За взятие Берлина».